# شیر نیمیایی
شیر نیمیایی (به یونانی: Λέων της Νεμέας، به انگلیسی: Nemean Lion)، در اسطوره‌شناسی یونانی هیولای بدسگالی بود که در نیمیا می‌زیست و سرانجام به دست هراکلس (هرکول) به عنوان یکی از دوازده‌خانش کشته شد. این جانور بزرگ جثه فرزند تایفون (دارای ۱۰۰ سر) و اکیدنا (هیولای مؤنث نیمه پری و نیمه مار) و برادر اسفینکس بود. در بعضی از تفسیرهای گفته شده توسط آلیان (نویسندهٔ رومی) و یولیوس هیگینوس آمده است که شیر نیمیایی زادهٔ سلنه الههٔ ماه می‌باشد و در تفاسیر دیگر او توسط هرا پرستاری می‌شود. همچنین هزیود این جانور را زادهٔ ارثروس خوانده است. به دلیل پوستی سختی که از جنس طلا بود هیچ سلاحی در آن نفوذ نمی‌کرد و دارای پنجه‌هایی تیزتر از هر شمشیری بود که از هر زرهی عبور می‌کرد.

## اولین شاهکار هراکلس
اولین شاهکار از دوازده‌خان هرکول که توسط شاه ائوروستئوس (پسرعمویش) ترتیب داده شده بود، خلاص شدن از دست جانوری بزرگ و بی‌نهایت وحشی به نام شیر نیمیایی بود.
هراکلس در منطقه‌های اطراف پرسه زد تا اینکه به شهر کلونای رسید. در آنجا، او با پسری آشنا شد که گفت اگر هراکلس شیر نیمیایی را ظرف ۳۰ روز بکشد و زنده برگردد، شهر شیری را برای زئوس قربانی خواهد کرد؛ اما اگر او ظرف ۳۰ روز برنگردد یا بمیرد، آن پسر خودش را برای زئوس قربانی خواهد کرد. در روایت دیگری آمده که او با مولورکوس، چوپانی که پسرش را در حمله شیر از دست داده بود، ملاقات کرد و به او گفت که اگر ظرف ۳۰ روز بازگردد، قوچی را برای زئوس قربانی خواهد کرد. اگر او ظرف ۳۰ روز بر نمی‌گشت، قوچ را به عنوان قربانی سوگواری برای کشته شده هراکلس پیشکش می‌کرد.
هراکلس مجهز به تیر و کمان (در برخی از تفاسیر معمولاً در دورهٔ کلاسیک او همچنین دارای یک شمشیر برنزی نیز بود) و گرز او (ساخته شده از چوب درخت زیتونی که او آن را از ریشه کنده بود) شروع به جستجوی هیولا کرد، که در سرزمین آرگولیس پرسه می‌زد. با جستجو در جنگل‌های نیمیا سعی در پیدا کردن لانهٔ شیر را داشت که ناگهان با شنیدن غرش ترسناکی جستجویش را متوقف کرد. هرکول برگشت و شیر بزرگی را دید که به سمت او در حال یورش است. مانند برق کمان خود را کشید و تیری رها کرد اما به شیر آسیبی نرسید. هیولا بر روی هراکلس افتاد، او به سرعت تیر دیگری رها کرد و دوباره به شیر آسیبی نرسید، سر از جنس برنز آن را خم کرد تا بتواند با سنگ سفتی به او ضربه بزند؛ تیزترین سلاح قادر به نفوذ در پوست این جانور نبود. شیر با چنگال خود حمله کرد، اما هراکلس با گرز سنگین خود ضربه‌ای به او وارد، و او را گیج کرد.
با دانستن اینکه هیچ سلاحی قادر به کشتن هیولا نیست، تمام سلاح‌های خود را کنار گذاشت و با دست‌های خالی به جنگ هیولا رفت. با قدرت باورنکردنی ای که داشت، بازوهایش را به دور گردن شیر پیچاند و گلویش را فشرد و او را کشت. بعد از اینکه هیولای بزرگ‌مرد، هراکلس شروع به کندن پوستش کرد، اما پوست بسیار محکم بود و او نمی‌توانست آن را ببرد یا پاره کند. در این هنگام او پنجه‌های بزرگ که بسیار تیز بودند را امتحان کرد، و این بار به داخل پوست نفوذ کرد و هرکول غنیمت و نشان ظفر خود را برداشت. با دانستن اینکه پوست آن غیرقابل رسوخ است آن را به عنوان جامه‌ای بر تن کرد، سر آن را به عنوان کلاه‌خود بر روی سر خود انداخت و حتی از پوست آن به عنوان زرهی استفاده کرد که آن را قدرتمندتر ساخت. از آن موقع به بعد پوست شیر نیمیایی به همراه گرز از جنس چوب زیتون یکی از نمادهای هراکلس شدند. ائوروستئوس سپس هراکلس را برای انجام مأموریت بعدی خود، یعنی از بین بردن هیدرا لرنایی راهی دریاچه لرنا نمود.
در هنر معمولاً پهلوانان پوست شیر نیمیایی را به تن می‌کنند، آروارهٔ او نوک کلاه خود را تشکیل می‌دهد، در حالی که چنگال‌های او بر روی سینه آمده و مانند روپوشی عمل می‌کند.

## نگارخانه

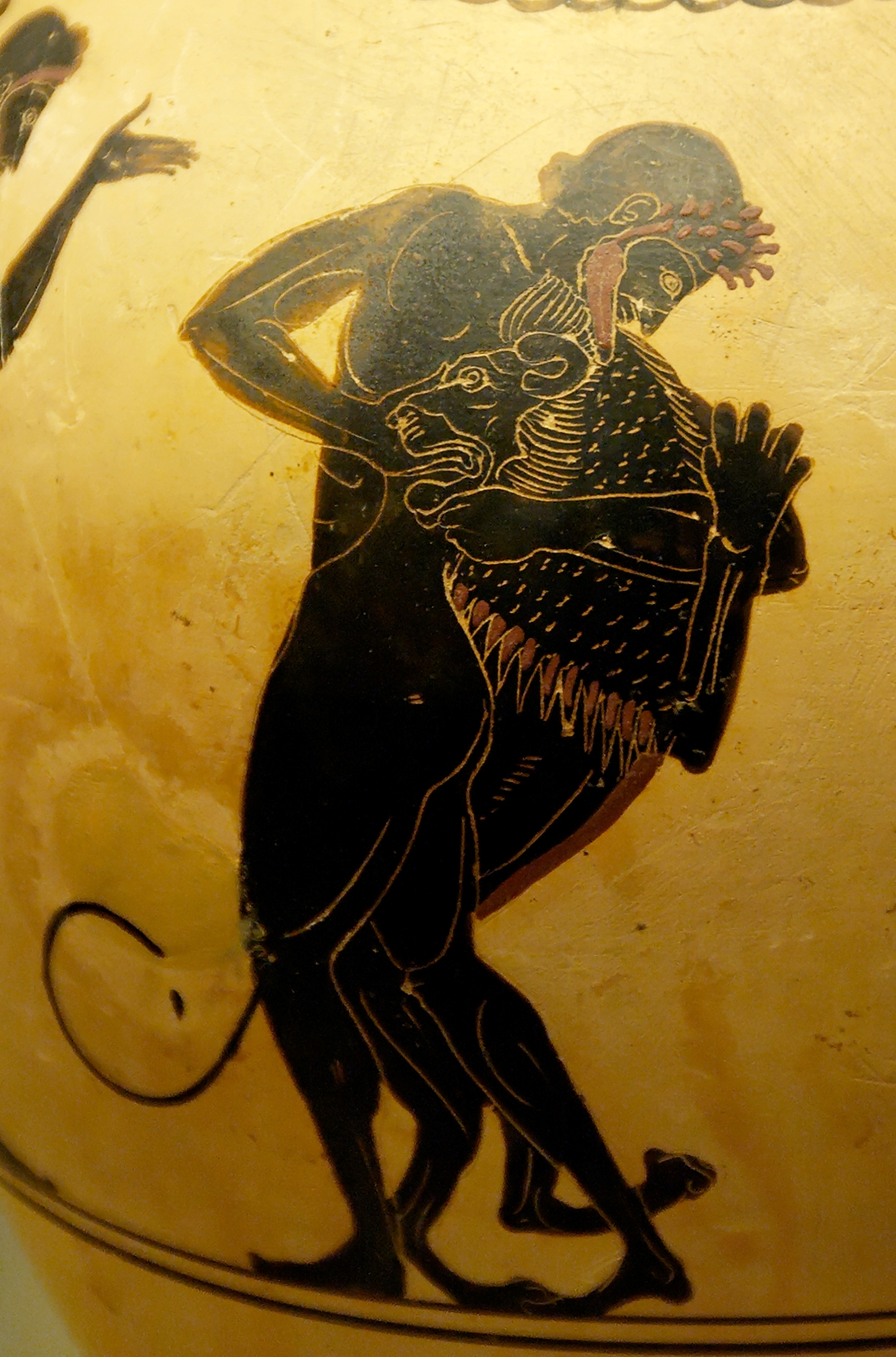
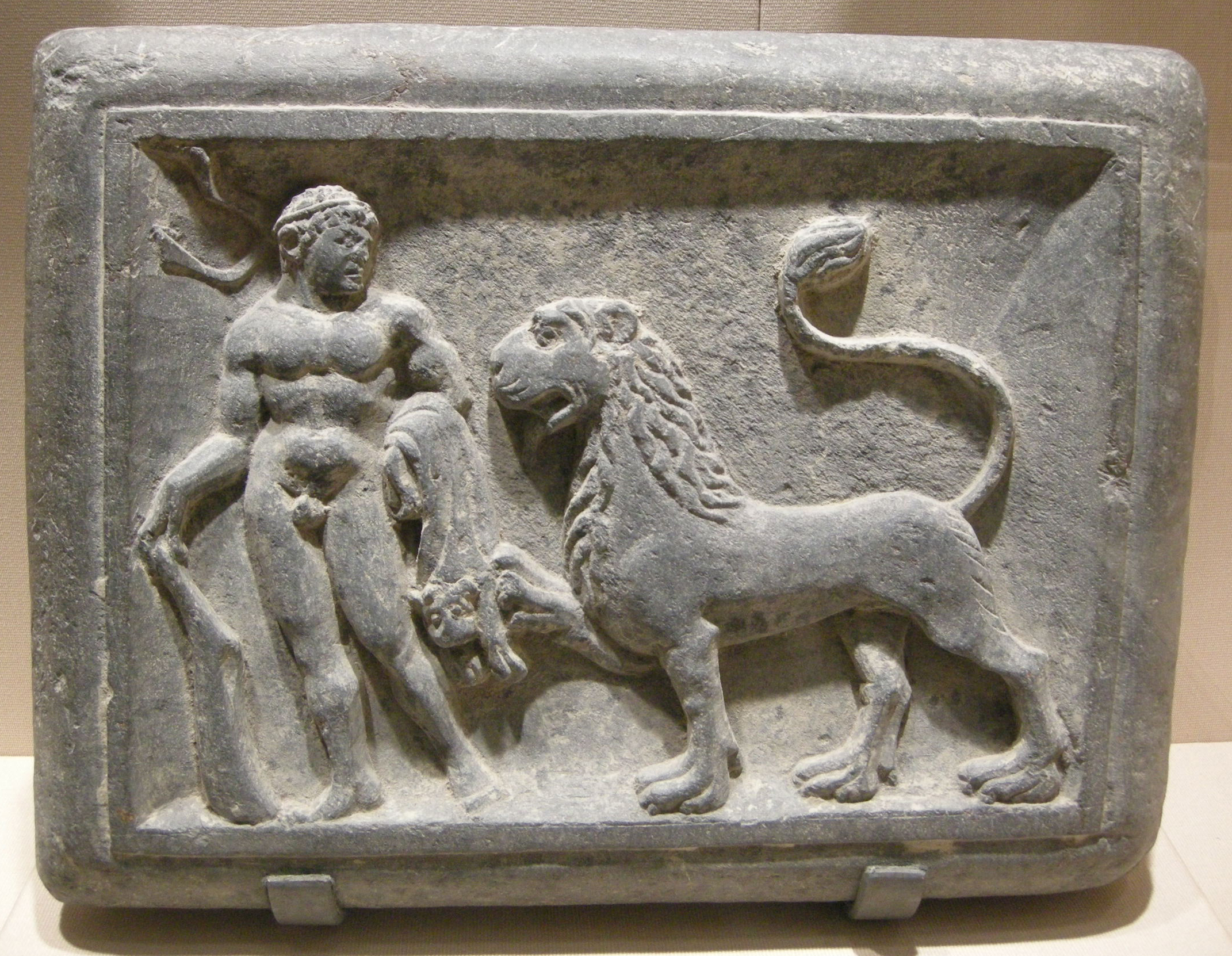
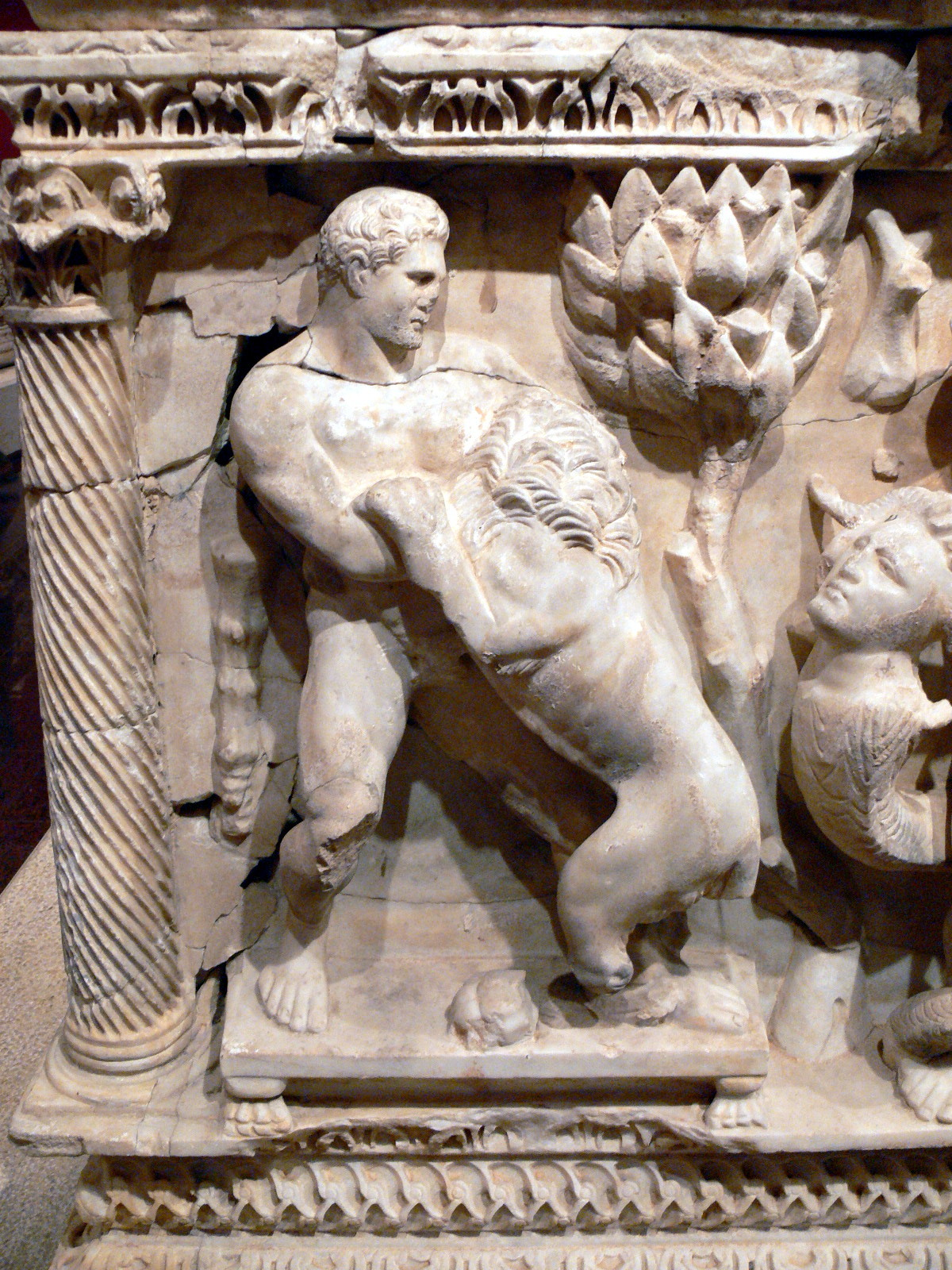
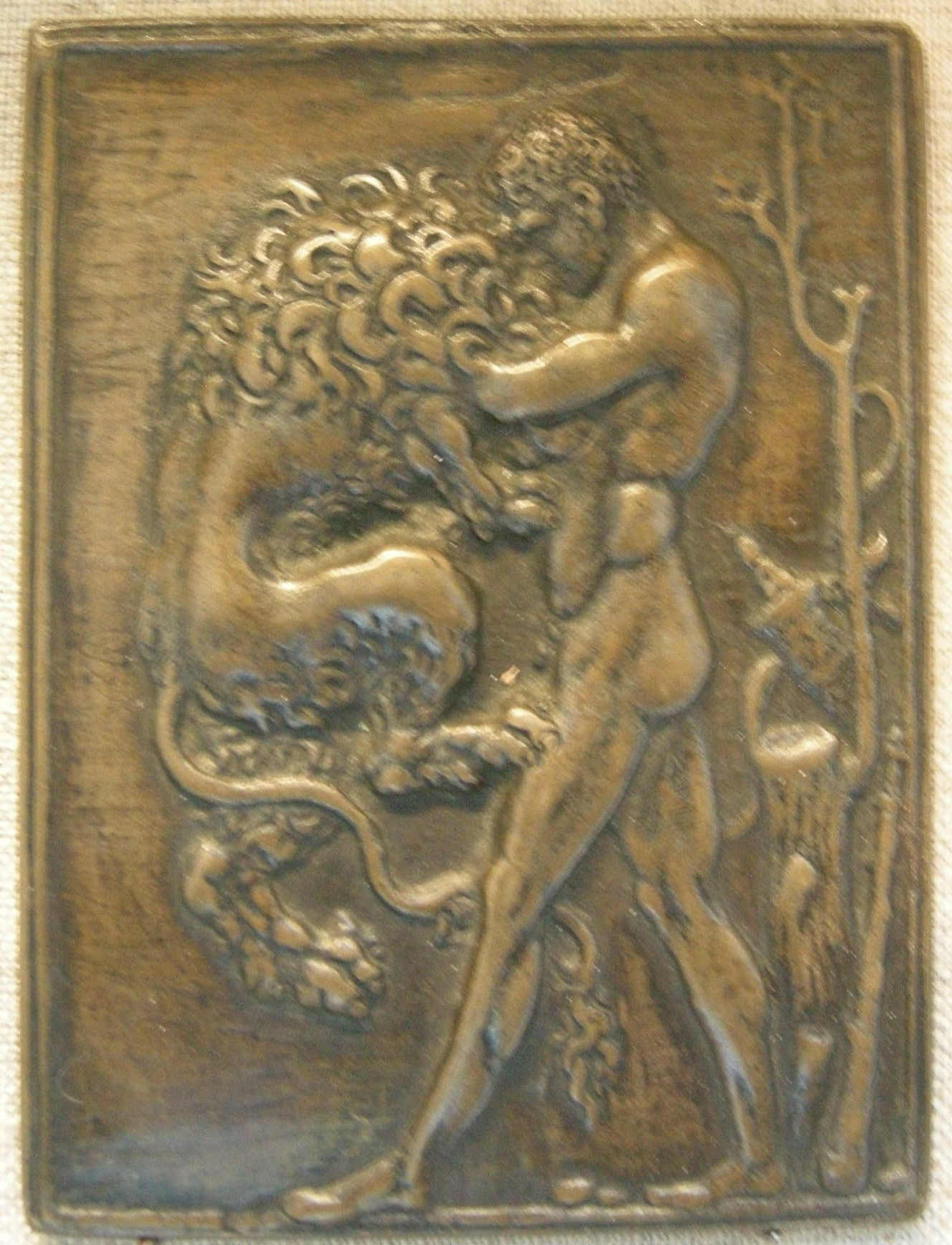
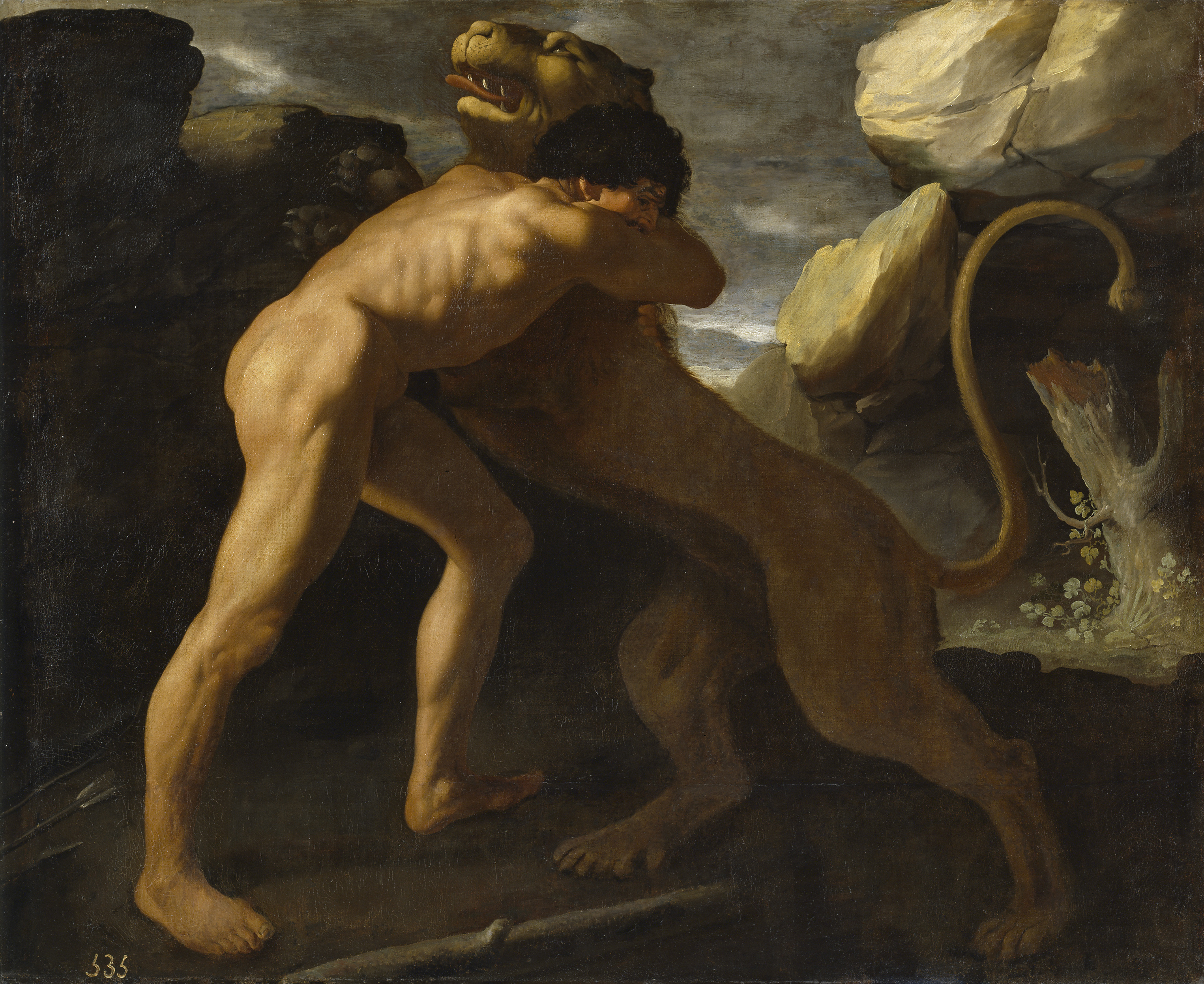
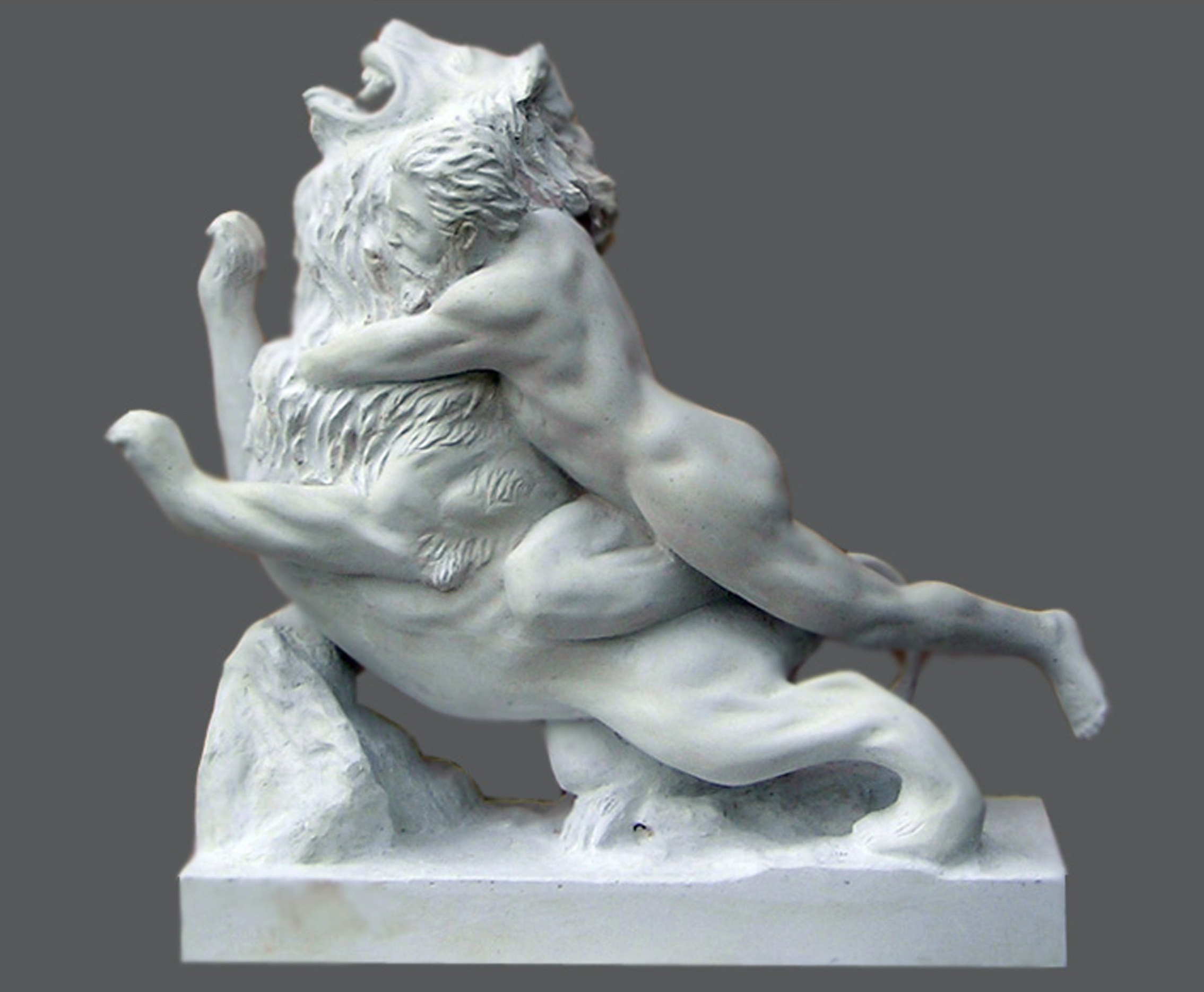